# آرگ گریگوریان
آرگ خاچیکی گریگوریان (Արեգ Խաչիկի Գրիգորյան؛ زادهٔ ۹ سپتامبر ۱۹۵۲) یک سیاستمدار و مهندس اهل ارمنستان است که از تاریخ ۴ دسامبر ۱۹۹۰ تا تاریخ ۱۹۹۲ در دولت‌های وازگن مانوکیان سمت وزیر روشنایی (آموزش و پرورش) ارمنستان را برعهده داشت.

## زندگی‌نامه
در ۹ سپتامبر ۱۹۵۲ در ایروان به دنیا آمد و از دانشگاه ملی پلی‌تکنیک ارمنستان فارغ‌التحصیل شد. وی همچنین برنده نشان آنانیا شیراکاتسی شده‌است.